# ئی‌ام‌دی اس‌دی‌پی۴۰اف
ئی‌ام‌دی اس‌دی‌پی۴۰اف (انگلیسی: EMD SDP40F) یک لوکوموتیو دیزلی ساخت شرکت جنرال موتورز الکترو-موتیو دیویژن است.
این لوکوموتیو که مابین سال‌های ۱۹۷۳ تا ۱۹۷۴ تولید می‌شده دارای ۱۶ سیلندر، ۳۰۰۰ اسب بخار قدرت و ۱۶۰ کیلومتر در ساعت سرعت نهایی بوده است.